# Angiotenzin II

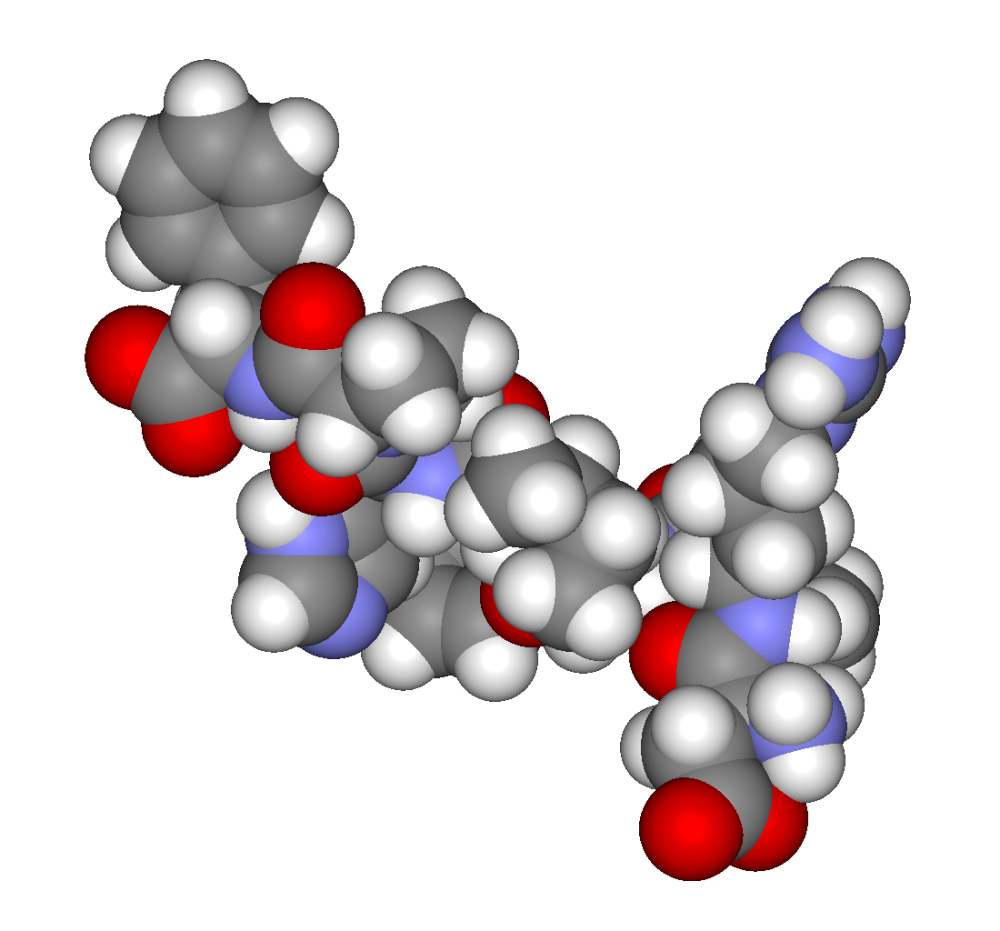
Model struktury angiotenzinu II

Angiotenzin II je peptidický hormon, který vzniká z angiotenzinu I působením angiotenzin konvertujícího enzymu. Je součástí systému renin-angiotenzin-aldosteron, který řídí výšku krevního tlaku a bilanci vody a solí.
Je to oktapeptid se sekvencí aminokyselin Asp-Arg-Val-Tyr-Ile-His-Pro-Phe. Je velmi účinnou vasoaktivní látkou,, která působí vazokonstrikci arteriol, zvýšení periferní rezistence krevního oběhu a tím i zvýšení krevního tlaku. Dále inhibuje sekreci reninu v juxtaglomerulárním aparátu ledvin a přímo stimuluje produkci mineralokortikoidů v kůře nadledvin. Navazuje se totiž na receptory buněk v zona glomerulosa a stimuluje přeměnu cholesterolu na pregnenolon a kortikosteronu na 18-hydroxykortikosteron, což jsou první kroky v syntéze kortikosteroidů s mineralokortikoidním účinkem, z nichž nejdůležitější je aldosteron. Přestože angiotenzin II působí přímo na buňky kůry nadledvin, nezvyšuje produkci kortizolu.
Kromě svého přímého vlivu na krevní tlak a objem krve v krevním oběhu působí také kontrakci svěrače jícnu, v hypotalamu stimuluje pocit žízně a patří mezi prolaktin-liberiny.
U lidí je angiotenzin II aktivním hormonem, který zprostředkovává většinu výše popsaných účinků. Angiontenzin II však může být aminopeptidázou dále štěpen na heptapeptid angiotenzin III, který také stimuluje produkci aldosteronu. U lidí je v krevní plasmě 4x vyšší koncentrace angiotenzinu II než angiotenzinu III.
Angiotenzin II i angiotenzin III jsou v krevní plasmě přítomné jen krátkou dobu, jsou rychle štěpené angiotenzinázami za vzniku neaktivních degradačních produktů.